# Olimpíada d'escacs de 1939
L'olimpíada d'escacs de 1939 fou la vuitena Olimpíada oficial d'escacs. Organitzada per la FIDE, es va celebrar entre el 24 d'agost i el 19 de setembre a Buenos Aires, Argentina. Fou profundament influenciada per l'esclat de la Segona Guerra Mundial, que va fer que l'equip anglès es retirés, i que no poguessin jugar-se totes les partides de la fase final. Foren a més les primeres olimpíades d'escacs organitzades fora d'Europa.

## La competició
Al torneig hi participaren 133 jugadors de 27 països. Fou la primera participació de molts països llatinoamericans, entre els quals Cuba (guiada per l'excampió del món José Raul Capablanca), el Brasil i Xile. Els Estats Units, campions de les últimes quatre edicions, no s'hi varen presentar a causa de desacords financers amb l'organització, mentre que l'Alemanya nazi va participar per primer cop en una olimpíada oficial (ja va ser presenta a l'olimpíada de 1936, disputada a Múnic alhora que els Jocs Olímpics, una edició no considerada oficial per la FIDE).
Alguns països europeus, com ara Iugoslàvia i Hongria, no hi participaren a causa de les dificultats financeres de sufragar el viatge; Àustria tampoc no hi era present, a causa de la seva annexió a Alemanya (l'austríac Erich Eliskases formava part de l'equip alemany), mentre que Txecoslovàquia hi participà amb el nom de Protectorat de Bohèmia i Moràvia, perquè el país estava ocupat. Els països europeus varen fer el viatge per mar de tres setmanes fins a l'Argentina amb el mateix vaixell, el Priapolis.

### Primera fase
A causa de l'elevat nombre d'equips inscrits, en comptes de disputar un round robin com a les edicions precedents, es va decidir de dividir la competició en dues fases: a la primera els equips es dividiren en quatre grups (tres de set i un de sis); els primers quatre de cada grup es classificaven per la fase següent, mentre que els altres competirien per la Copa Argentina.
Les partides d'aquesta fase duraren del 23 al 31 d'agost; no hi hagué gaires sorpreses, i l'Argentina fou l'única que va vèncer els sis matxs.
Cada columna representa un grup; en negreta els equips classificats.
- Brasil
- Canadà
- Anglaterra
- Paraguai
- Perú
- Polònia
- Protectorat de Bohèmia i Moràvia
- Bolívia
- Bulgària
- Xile
- França
- Alemanya nazi
- Letònia
- Uruguai
- Argentina
- Dinamarca
- Equador
- Irlanda
- Islàndia
- Lituània
- Països Baixos
- Cuba
- Estònia
- Guatemala
- Mandat britànic de Palestina
- Noruega
- Suècia

### Segona fase
La segona fase va començar el dia 1 de setembre, el mateix dia de l'esclat de la Segona Guerra Mundial. Tres jugadors anglesos van deixar la competició, donant lloc a la retirada del seu equip; tot i que es va proposar la possibilitat d'aturar l'olimpíada, el conjunt dels capitans va decidir continuar. Sis matxs, aquells entre els equips de les nacions en guerra amb els altres, tingueren assignat un 2-2 per acord: tals foren els matxs Alemanya-França, Alemanya-Polònia, Alemanya-Mandat britànic de Palestina, Bohèmia i Moràvia-França, Bohèmia i Moràvia-Polònia i Argentina-Mandat britànic de Palestina, aquest últim per convèncer els alemanys de no jugar el matx amb el Mandat de Britànic de Palestina que creien que podien guanyar fàcilment.
El torneig va ser guanyat per Alemanya, que va estar al primer lloc des de la quarta ronda, després de vèncer els txecs a la ronda anterior. Els polonesos van començar malament, però es van recuperar al final fins a la segona posició i guanyar tres medalles, el bronze va ser atorgat a Estònia, encapçalada per Paul Keres.

### Resultats absoluts
| Pos.              | País                             | Jugadors                                                                                                  | Punts      |
| ----------------- | -------------------------------- | --- | ---------- |
| Medalla d'or      | Alemanya nazi                    | Erich Eliskases, Paul Michel, Ludwig Engels, Albert Becker, Heinrich Reinhardtt                           | 36         |
| Medalla de plata  | Polònia                          | Savielly Tartakower, Mieczysław Najdorf, Paulino Frydman, Teodor Regedziński, Franciszek Sulik            | 35,5       |
| Medalla de bronze | Estònia                          | Paul Keres, Ilmar Raud, Paul Felix Schmidt, Gunnar Friedemann, Johannes Türn                              | 33,5       |
| 4                 | Suècia                           | Gideon Ståhlberg, Erik Lundin, Nils Bergkvist, Gösta Danielsson, Bengt Ekenberg                           | 33         |
| 5                 | Argentina                        | Roberto Grau, Luis Piazzini, Jacobo Bolbochan, Carlos Guimard, Isaias Pleci                               | 32,5       |
| 6                 | Protectorat de Bohèmia i Moràvia | Karel Opočensky, Jan Foltys, Jiří Pelikán, Karel Skalička, František Zíta                                 | 32         |
| 7                 | Letònia                          | Vladimirs Petrovs, Fricis Apšenieks, Movsas Feigins, Lucijs Endzelins, Tenis Melngailis                   | 31,5       |
| 8                 | Països Baixos                    | Theo van Scheltinga, Nicolaas Cortlever, Adriaan de Groot, Lodewijk Prins, Chris De Ronde                 | 30,5       |
| 9                 | Mandat britànic de Palestina     | Moshe Czerniak, Yosef Porath, Victor Winz, Zelman Kleinstein, Meir Rauch                                  | 26         |
| 10                | França                           | Aleksandr Alekhin, Aristide Gromer, Victor Kahn, Barbatto Rometti, Edmond Dez                             | 24,5       |
| 11                | Cuba                             | José Raúl Capablanca, Alberto López, Miguel Alemán, Rafael Blanco, Francisco Planas                       | 22,5       |
| 12                | Xile                             | Mariano Castillo, Rodrigo Flores, René Letelier, Julio Salas, Enrique Reed                                | 22         |
| 13                | Lituània                         | Vladas Mikėnas, Povilas Vaitonis, Markas Luckis, Povilas Tautvaišas, Ksaveras Andrašiūnas                 | 22         |
| 14                | Brasil                           | Octavio Trompowsky, Adhemar da Silva Rocha, Walter Cruz, Joao de Souza Mendes, Oswaldo Cruz Filho         | 21         |
| 15                | Dinamarca                        | Jens Enevoldsen, Christian Poulsen, Alfred Christensen, Ernst Sørensen, Øjvind Larsen                     | 17,5       |
| 16                | Anglaterra                       | Conel Hugh O'Donel Alexander, George Alan Thomas, Stuart Milner-Barry, Harry Golombek, Baruch Harold Wood | (retirats) |

### Resultats individuals
S'entregaren medalles als millors jugadors (com a percentatge de punts realitzats) de cada tauler, comptant només els resultats de la segona fase.

#### Primer tauler
|                   | Jugador              | País    | Punts | Partides | Percentatge |
| ----------------- | -------------------- | ------- | ----- | -------- | ----------- |
| Medalla d'or      | José Raul Capablanca | Cuba    | 8,5   | 11       | 77,3        |
| Medalla de plata  | Aleksandr Alekhin    | França  | 7,5   | 10       | 75          |
| Medalla de bronze | Vladimirs Petrovs    | Letònia | 9,5   | 13       | 73,1        |

##### Segon tauler
|                   | Jugador        | País                         | Punts | Partides | Percentatge |
| ----------------- | -------------- | ---------------------------- | ----- | -------- | ----------- |
| Medalla d'or      | Yosef Porath   | Mandat britànic de Palestina | 7,5   | 10       | 75          |
| Medalla d'or      | Miguel Najdorf | Polònia                      | 9     | 12       | 75          |
| Medalla de bronze | Erik Lundin    | Suècia                       | 8,5   | 13       | 65,4        |

##### Tercer tauler
|                   | Jugador          | País          | Punts | Partides | Percentatge |
| ----------------- | ---------------- | ------------- | ----- | -------- | ----------- |
| Medalla d'or      | Ludwig Engels    | Alemanya nazi | 9,5   | 11       | 86,4        |
| Medalla de plata  | Paulino Frydman  | Polònia       | 9     | 12       | 75          |
| Medalla de bronze | Jacobo Bolbochan | Argentina     | 9,5   | 13       | 73,1        |

##### Quart tauler
|                   | Jugador            | País          | Punts | Partides | Percentatge |
| ----------------- | ------------------ | ------------- | ----- | -------- | ----------- |
| Medalla d'or      | Gunnar Friedemann  | Estònia       | 10    | 13       | 76,9        |
| Medalla de plata  | Lodewijk Prins     | Països Baixos | 7,5   | 11       | 68,2        |
| Medalla de bronze | Teodor Regedziński | Polònia       | 6     | 10       | 60          |

##### Cinquè tauler
|                   | Jugador        | País                             | Punts | Partides | Percentatge |
| ----------------- | -------------- | -------------------------------- | ----- | -------- | ----------- |
| Medalla d'or      | Isaias Pleci   | Argentina                        | 9,5   | 13       | 73,1        |
| Medalla de plata  | František Zíta | Protectorat de Bohèmia i Moràvia | 7,5   | 11       | 68,2        |
| Medalla de bronze | Enrique Reed   | Xile                             | 7,5   | 12       | 62,5        |

### Final B
Els resultats de la segona final (per la Copa Argentina) foren els següents:
| Pos. | País      | Jugadors                                                                                            | Punts |
| ---- | --------- | --------------------------------------------------------------------------------------------------- | ----- |
| 17   | Islàndia  | Baldur Möller, Ásmundur Ásgeirsson, Jón Guðmundsson, Einar Þorvaldsson, Guðmundur Arnlaugsson       | 28    |
| 18   | Canadà    | John Morrison, Daniel Yanofsky, Haakon Opsahl, Walter Holowach, Abraham Helman                      | 28    |
| 19   | Noruega   | Ernst Rojahn, A. Larsen, Sverre Rebnord, Johannes Austbø                                            | 27    |
| 20   | Uruguai   | Ernest Rotunno, Carlos Hounie Fleurquin, Luis Alberto Gulla, Luis Roux-Cabral, Alfredo Olivera      | 26    |
| 21   | Bulgària  | Alexander Tsvetkov, Oleg Neikirch, Alexandar Kiprov, Mikhail Kantardzhiev, Emil Karastoichev        | 25,5  |
| 22   | Equador   | Neptalí Ponce, Santiago Morales, José Sierra, Miguel Suarez Dávila, Carlos Ayala                    | 21    |
| 23   | Guatemala | Guillermo Vassaux, José Luis Asturias, Domingo Cruz Bulnes, Carlos Salazar                          | 15,5  |
| 24   | Irlanda   | John O'Hanlon, John O'Donovan, Gerard Kerlin, William Minnis, William Nash                          | 15,5  |
| 25   | Perú      | Alberto Ismodes Dulanto, Felipe Pinzón Solis, René Castro de Mendoza, Domingo Soto, J. Alberto Cayo | 14    |
| 26   | Bolívia   | Hugo Cordova, Pablo Baender, Jorge Rodríguez Hurtado, Luis Zavala, Victor Reyes Velasco             | 10    |
| 27   | Paraguai  | Juan Silvano Díaz Pérez, Ernesto Espínola, Luis Laterza, Luis Oscar Boettner, Augusto Aponte        | 9,5   |

Es varen entregar també premis individuals pels jugadors que participaren en la Final B. Per ordre de taulers, els guanyadors foren Ernst Rojahn (Noruega), Daniel Yanofsky (Canadà), Jón Guðmundsson (Islàndia), Michhail Kantardzhiev (Bulgària) i Guðmundur Arnlaugsson (Islàndia).

## Després de les olimpíades
Un cop acabada l'olimpíada, molts dels participants europeus varen decidir de romandre a l'Argentina o d'anar a algun altre lloc de l'Amèrica del Sud, més que enfrontar-se a un futur incert tot retornant a Europa en mig de la guerra. Els jugadors afectats foren Miguel Najdorf, Paulino Frydman, Gideon Stahlberg, Erich Eliskases, Paul Michel, Ludwig Engels, Albert Becker, Heinrich Reinhardt, Jiří Pelikán, Karel Skalička, Markas Luckis, Movsas Feigins, Ilmar Raud, Moshe Czerniak, Meir Rauch, Victor Winz, Aristide Gromer, Franciszek Sulik, Adolf Seitz, Chris De Ronde, Zelman Kleinstein, Sonja Graf i Paulette Schwartzmann. Molts d'ells eren jueus i havien arribat a Buenos Aires l'agost del 1939 a bord del vaixell de vapor belga "Piriapolis". El vaixell va ser vist des de llavors com a l'epítom de l'Arca de Noè per a tota una generació de jugadors d'escacs. Significativament, tots cinc membres de l'equip alemany (Eliskases, Michel, Engels, Becker, Reinhardt) van triar de no retornar a l'Alemanya Nazi.